# Rezerwat przyrody Smoleń
Rezerwat przyrody Smoleń – rezerwat przyrody położony na Górze Zamkowej w województwie śląskim, w powiecie zawierciańskim, w gminie Pilica. Znajduje się na terenie wsi Smoleń i zajmuje powierzchnię 4,32 ha. Leży w granicach Parku Krajobrazowego Orlich Gniazd. Został utworzony zarządzeniem Ministra Leśnictwa i Przemysłu Drzewnego z 25 listopada 1959 roku. Obszar rezerwatu podlega ochronie ścisłej.

## Przyroda
Obejmuje wzgórze zbudowane z wapieni jurajskich z ruinami zamku w Smoleniu. Znajdują się tu liczne ostańce, szczeliny i wgłębienia. Zbocza wzniesienia porośnięte są lasem bukowo-grabowo-modrzewiowym z przewagą buczyny sudeckiej.
W rezerwacie występuje około 160 gatunków roślin naczyniowych i około 60 gatunków mchów. Z cenniejszych gatunków roślin występują tutaj: bluszcz pospolity, kokoryczka okółkowa, kopytnik pospolity, miodownik melisowaty, obuwik pospolity, marzanka wonna, porzeczka alpejska, śnieżyczka przebiśnieg, wawrzynek wilczełyko, żywiec dziewięciolistny oraz paprocie zanokcica zielona, paprotnik kolczysty.
Ze wzgórza zamkowego widoczne są pomniki przyrody ożywionej: lipa drobnolistna o obwodzie w pierśnicy ponad 3 m, dorodny jesion wyniosły oraz wielogatunkowa aleja złożona z lip, jaworów i jesionów, których obwód w pierśnicy wynosi około 3 m. Pomnikami przyrody są także wapienne ostańce: Wypaleniec, Zawisza, Skała Gaj, Symulowa Skała w Złożeńcu, Pośrednica w Smoleniu.
W obrębie rezerwatu wykonano chodnik spacerowy w postaci zamkniętej pętli okrążający całą Górę Zamkową. Zamontowano przy nim wiele tablic informacyjnych.

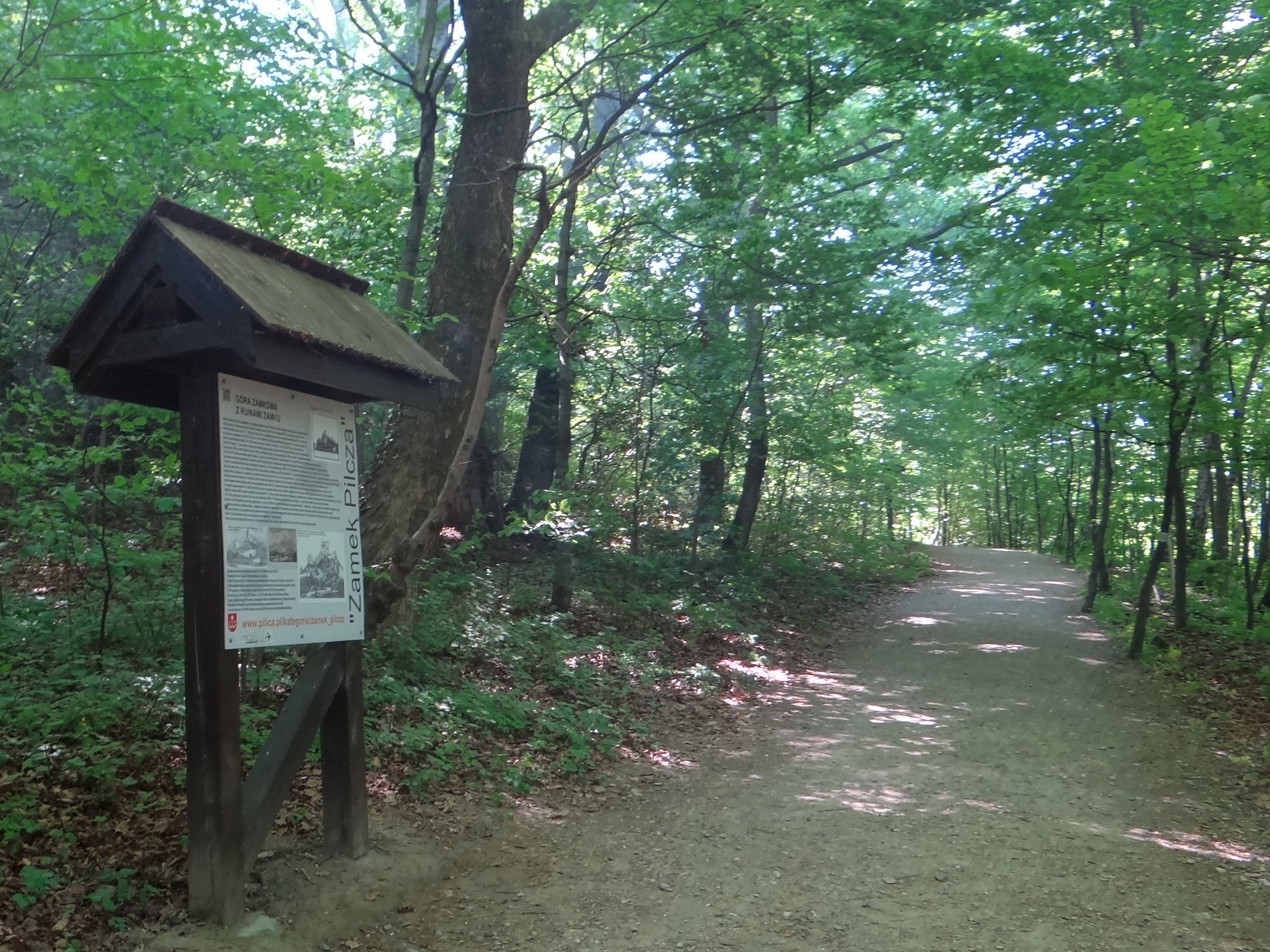
Ścieżka przyrodnicza przez rezerwat